# Lijst van burgemeesters van Katendrecht
Dit is een lijst van burgemeesters van de voormalige Nederlandse gemeente Katendrecht tot die gemeente in 1874 opging in de gemeente Charlois die in 1895 weer opging in de gemeente Rotterdam.
| Ambtsperiode | Naam burgemeester                           | Partij of stroming | Bijzonderheden                                                                          |
| ------------ | ------------------------------------------- | ------------------ | --------------------------------------------------------------------------------------- |
| 1833 - 1850  | Wouter (W.) Barendregt                      |                    | Tevens landbouwer.                                                                      |
| 1850 - 1854  | Machiel (M.) Speelman                       |                    | Tevens burgemeester van Charlois (1828-1854).                                           |
| 1854 - 1874  | Mr. Hendrik Marinus Barendregt van Charlois |                    | Tevens burgemeester van Charlois (1854-1878), eerder o.a. burgemeester van Barendrecht. |